# Bulgária az 1980. évi téli olimpiai játékokon
Bulgária az egyesült államokbeli Lake Placidben megrendezett 1980. évi téli olimpiai játékok egyik részt vevő nemzete volt. Az országot az olimpián 3 sportágban 8 sportoló képviselte, akik összesen 1 érmet szereztek.

## Érmesek
| Érem  | Versenyző    | Sportág | Versenyszám |
| ----- | ------------ | ------- | ----------- |
| Bronz | Ivan Lebanov | Sífutás | Férfi 30 km |

## Alpesisí
Férfi
| Versenyző        | Versenyszám      | 1. futam | 1. futam | 2. futam | 2. futam | Összesítés | Összesítés |
| Versenyző        | Versenyszám      | Idő      | Hely.    | Idő      | Hely.    | Idő        | Helyezés   |
| ---------------- | ---------------- | -------- | -------- | -------- | -------- | ---------- | ---------- |
| Hriszto Angelov  | Műlesiklás       | 57,03    | 25.      | 53,48    | 17.      | 1:50,51    | 19.        |
| Hriszto Angelov  | Óriás-műlesiklás | 1:25,97  | 40.      | 1:26,81  | 33.      | 2:52,78    | 32.        |
| Mitko Hadzsiev   | Műlesiklás       | 57,34    | 27.      | 54,04    | 20.      | 1:51,38    | 21.        |
| Mitko Hadzsiev   | Óriás-műlesiklás | 1:25,27  | 37.      | 1:25,15  | 30.      | 2:50,42    | 31.        |
| Petar Popangelov | Műlesiklás       | 54,84    | 9.       | 50,56    | 2.       | 1:45,40    | 6.         |
| Petar Popangelov | Óriás-műlesiklás | 1:23,80  | 34.      | 1:24,32  | 25.      | 2:48,12    | 27.        |
| Ljudmil Toncsev  | Műlesiklás       | 56,85    | 22.      | 53,38    | 16.      | 1:50,23    | 17.        |
| Ljudmil Toncsev  | Óriás-műlesiklás | 1:23,73  | 33.      | 1:25,09  | 29.      | 2:48,82    | 30.        |

## Biatlon
| Versenyző          | Versenyszám  | Lövőhiba | Időeredmény | Helyezés |
| ------------------ | ------------ | -------- | ----------- | -------- |
| Juri Mitev         | 10 km sprint | 4        | 37:23,95    | 36.      |
| Juri Mitev         | 20 km egyéni | 10       | 1:21:58,06  | 40.      |
| Vladimir Velicskov | 10 km sprint | 5        | 37:10,71    | 34.      |
| Vladimir Velicskov | 20 km egyéni | 18       | 1:27:57,24  | 43.      |

## Sífutás
Férfi
| Versenyző        | Versenyszám | Eredmény   | Helyezés |
| ---------------- | ----------- | ---------- | -------- |
| Hriszto Barzanov | 15 km       | 45:05,21   | 38.      |
| Hriszto Barzanov | 30 km       | 1:32:03,49 | 23.      |
| Ivan Lebanov     | 15 km       | 43:37,32   | 15.      |
| Ivan Lebanov     | 30 km       | 1:28:03,87 |          |